# 허주 (가수)
허주(1992년 8월 25일 ~ )는 대한민국의 가수다. 2020년 싱글 앨범 [심장에 박힌 말]로 데뷔했다.

## 방송
- 너의 목소리가 보여 7 (2020) - 박중훈 편 2라운드 탈락
- 노래가 좋아 (2020)
- 아무도 모르게 김호중의 파트너 (2020)
- 브이에스 (2023) - Top100

## 음반
- 아무도 모르게 김호중의 파트너 Part.1 (2020)
- 아무도 모르게 김호중의 파트너 (2020)
- 심장에 박힌 말 (2020)
- 스물 열 살 (2021)
- 누구라도 사랑을 아는 사람이라면… (2021)
- 일상탈출 (2021)
- Moonshine highway (2023)

## 공연
- 제나탱고&허주 온라인 콘서트 (2021)